# هانسهاگن (نوردوست‌مکلنبورگ)
هانسهاگن (به آلمانی: Hanshagen) یک منطقهٔ مسکونی در آلمان است که در اوپال واقع شده‌است. هانسهاگن ۳۹۱ نفر جمعیت دارد.